# Zamia encephalartoides
Zamia encephalartoides — вид голонасінних рослин класу Саговникоподібні (Cycadopsida).
Етимологія: від Encephalartos, африканського роду саговникоподібних, з грецькими закінченням -oides — «що нагадує», з посиланням на міцний деревовидий вигляд, що більше нагадує різновид африканського роду, ніж більшість інших видів Замія.

## Опис
Стовбур деревовидий, 2 м заввишки і 25 см діаметром. Листків 10–15, вони 0.5–1 м довжиною; черешок гладкий, довжиною 15–25 см; хребет гладкий, з 20–40 парами листових фрагментів. Листові фрагменти ланцетні, клиноподібні біля основи, гострі на вершині, поля цілі, середні з них 20–30 см завдовжки, 1–3 см шириною. Пилкові шишки від кремових до жовтувато-коричневих, циліндричні, 20–30 см завдовжки, 3–5 см діаметром; плодоніжка довжиною 5–8 см. Насіннєві шишки темно-зелені, від циліндричних до яйцеподібно-циліндричних, довжиною 25–40 см, 10–15 см діаметром. Насіння від білого до кремового кольору, 3–4 см в довжину, 1,5–2 см діаметром.

## Поширення, екологія
Країни зростання: Колумбія (материк). Росте на відкритих місцях в зубожілому лісі на схилах крутих ущелин і гірських хребтів.

## Загрози та охорона
З'являється головна загроза — зазіхання сільського господарства. Деякі місця серйозно порушені.